# زبيد (الحديدة)

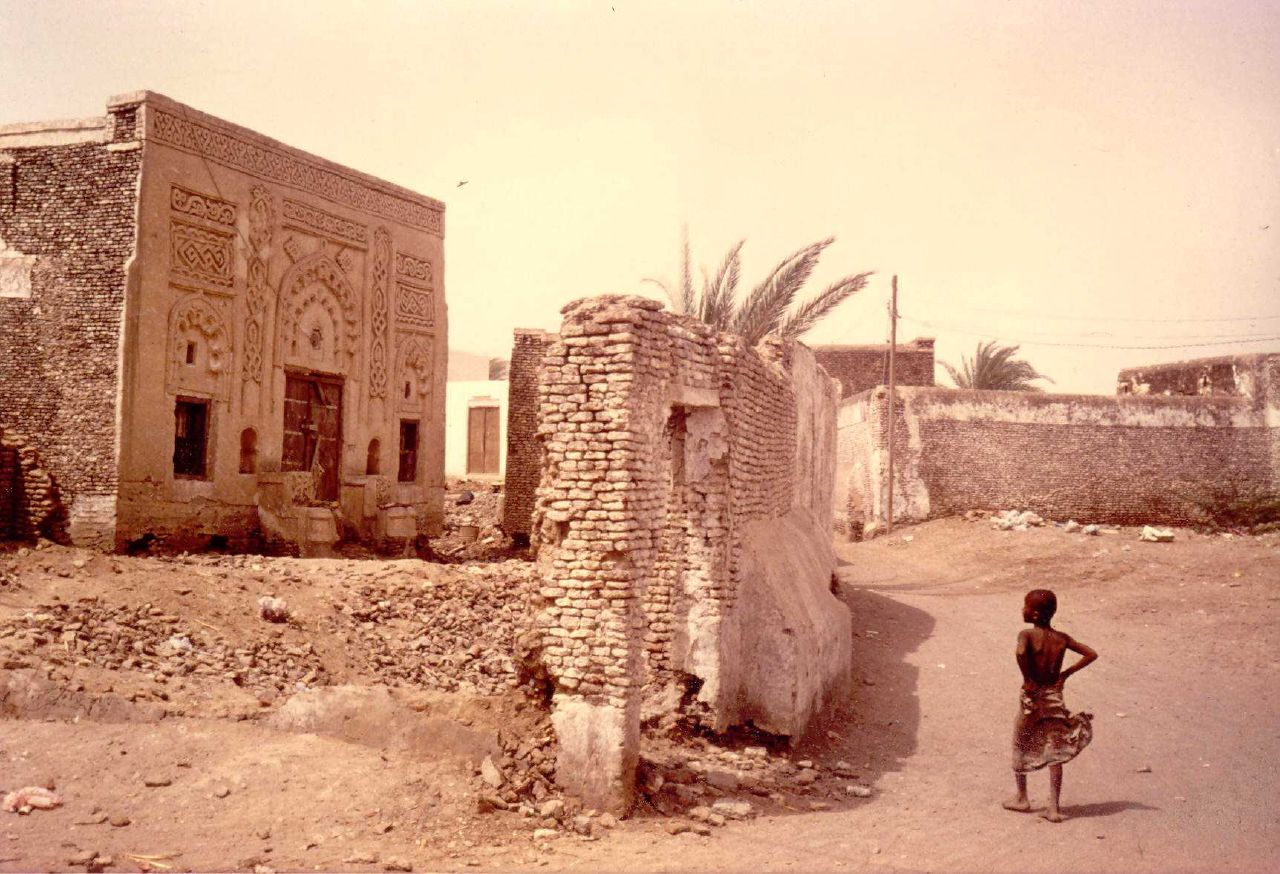
زبيد

زَبِيد مدينةٌ يمنية، لها شأنٌ عظيم فريد، أثرًا وتاريخًا؛ لهندستها المحلية والعسكرية، وتخطيطها المدني. وكانت عاصمة اليمن من القرن الثالث عشر إلى القرن الخامس عشر، ولم تزل في العالم العربي والإسلامي ذات شأنٍ قرونًا من الزمن؛ لجامعتها الإسلامية. وهي تتبع محافظة الحُدَيْدة جغرافيًا، ولمديرية زَبِيد إداريًا. إحصاء سكانها 29035 سنة 2004. أدرجت اليونسكو حاضرة زبيد التاريخية على قائمة مواقع التراث العالمي المعرضة للخطر سنة 2000، لمخاطرٍ في التنمية.

## موقع مدينة زبيد ونشأتها
خط طولها 43 درجة شرقاً، وخط عَرضها 14 درجة شَمالاً، وفي موقع متوسط من سهل تِهامة الذي يحتل القسم الغربي من اليمن، ويمتد من عدن جنوباً حتى حدود المملكة العربية السعودية شمالاً، وتبعد عن العاصمة صنعاء بحوالي "233 كم" باتجاه الجنوب الغربي، كما تبعد عن مدينة تعز بحوالي "161 كم" باتجاه الشمال الغربي، وعن مدينة الحديدة "95 كم" باتجاه الجنوب الشرقي، كما أن مدينة زبيد التاريخية تحتل موقعاً متوسطاً بين البحر الأحمر الواقع غرب المدينة، وسلسلة الجبال الواقعة إلى الشرق منها، حيث تبعد عن كل منهما مسافة "25 كم"، ولذلك يصفها ابن بطوطة بأنها مدينة برية لا شطية، ويذكرها أبو الفداء بأنها "في مستوى من الأرض عن البحر أقل من يوم"، أي أنها "ترتفع عن مستوى سطح البحر بحوالي "100 م" كما تقع بين واديين زراعيين مهمين هما: وادي زبيد جنوب المدينة، ووادي رماع شمالها وتبعد 90 ك م جنوب مدينة الحديدة ومناخها شديد الحرارة والرطوبة صيفا يميل إلى الاعتدال شتاء، وتقع ضمن حزام الرطوبة العالية والسطوع الشمسي المرتفع، وتبلغ معدل درجة الحرارة فيها 32-35 ومعدل الرطوبة العظمى 85.2% والصغرى 41.1% والأمطار قليلة ومتقطعة ويبلغ معدل سقوطها 13.12 مم.

## المساحة
بلغ إجمالي مساحة مدينة زبيد في حدود 245 هكتار منها 92 هكتار مساحة المدينة التاريخية والمحددة داخل السور وبذلك فإن الكثافة السكانية الإجمالية في المدينة في حدود 70 شخص/ هكتار، وهي نسبة تتصف بها جميع المدن الصغيرة في تهامة، كما أن مساحة المدينة ترتبط عادة بعدد السكان وبالوظيفة الأساسية التي تتميز بها المدينة (صناعية، خدمية، سياحية، إدارية.... إلخ) وكان موقع زبيد قبل إنشائها أرضاً زراعية كثيرة الأشجار تابعة لوادي زبيد ووادي رماع، يرعى فيها الرعاة مواشيهم ويسقون دوابهم من بئر قديمة، وحول هذه الأرض قرى صغيرة متناثرة من أهمها قرية الحصيب والمنامة والنقير وجيبجر وواسط، وساكنوها ينتمون إلى قبيلة الأشاعر قوم الصحابي الجليل أبي موسى الأشعري الذي وفد على رسول الله وأعلن إسلامه، ثم خرج إلى قومه في تهامة في السنة العاشرة من الهجرة، ودعاهم إلي الإسلام فأسلموا وبني لهم جامع الأشاعر ـ نسبة إلي القبيلة ـ فكان أول مسجد تم بناؤه في تهامة، وثالث مسجد تم بناؤه في اليمن بعد جامعي صنعاء والجند.

## مدينة زبيــد
ذكر ابن المجاور في كتاب المستبصر التسمية: زبيد سميت باسم الوادي زبيد لأنها في منتصفه، وأن ما يطلق عليه زبيد هو ما كان يسمى بمنطقة الحُصَيْبْ، والحُصَيْبْ هو اسم لأرض زبيد بتهامة الغربية تقع في منتصف الوادي زبيد، والحُصَيْبْ بالتصغير نسبة إلى «الحُصَيْبْ عبد شمس بن وائل بن الغوث بن حيدان بن يقطن بن غريب بن زهير بن أيمن بن الهميسع بن سبأ بن يشحب بن يعرب بن قحطان» أحد أقيال اليمن، وسميت أرض الحُصَيْبْ باسم الوادي زبيد فغلب عليها اسم الوادي وأصبحت تدعى زبيد نسبة إلى الوادي زبيد.

## زبيد
هو زبيد الأصغر بن ربيعة بن سلمة بن سعد بن زبيد الأكبر بن مازن بن صعب بن سعد العشيرة بن مذحج، واسمه مالك بن عمرو بن أدد بن زيد بن عمرو بن عريب بن زيد بن كهلان بن سبأ بن يشجب بن يعرب بن قحطان 0
5-الوادي زبيد:-
وادي زبيد... ينسب الوادي المشهور باسمه الذي يمتد من بطن الهضبة الوسطى لجبال اليمن وروافده من جبال محافظة إب وذمار ويريم والعدين وجبال وصاب الجنوبية 0
وينحدر إلى سهل تهامة الغربية حيث يأخذ مساحة (50 كم) خمسين كيلو متر من سفح الجبل إلى الفازه ميناء زبيد الطبيعي بساحل البحر الأحمر، ومساحته بالمعادات مائة وستون ألف معاد تقريبا 0
ويرتفع وادي زبيد عن مستوى البحر الأحمر ب (250 م) مائتان وخمسون مترا على شبه مدرجات ترابيه0 .

## مدينة زبيد
سميت مدينة زبيد باسم الوادي، وتقع في منتصف الوادي وتبعد عن البحر بـ (25 كم) خمسه وعشرون كيلومتر، وعن الجبال بـ (25 كم) خمسة وعشرون كيلو متر وترتفع عن سطح البحر بـ (100 م) مائة متر بشبه مدرجات ويرتفع الوادي عن المدينة بـ (150 م) مائة وخمسون مترا وتقع بين واديين وادي زبيد ووادي رماع للأشعريين... وقد حظي الواديين بدعوة رسول الله (صلى الله عليه وسلم) بقوله بارك الله في زبيد ثلاثا ورمع في الثالثة
7-الحصيب:-
وتسمى زبيد: الحصيب بالتصغير.. نسبة إلى الحصيب بن عبد شمس بن وائل بن الغوث بن حيدان بن يقطن بن عريب بن زهير بن أيمن بن الهميسع بن سبأ 0 .

## النشأة
أورد الأستاذ المرحوم «الحضرمي» في كتابه المخطوط «تهامة في التاريخ» تقرير البعثة الأثرية الكندية ـ التي عملت في مدينة زبيد والمنطقة المحيطة بها برئاسة الدكتور «أدوارد كيل» خلال الفترة (82 - 1984 ميلادية) ـ وقد عثرت البعثة على وجود أدلة تؤيد ما ذهب إليه المؤرخون مثل «ابن الديبع» عن مدينة زبيد بأنها كانت في الأصل عبارة عن عدد من القرى السكنية لقبيلة الأشاعرة، وقد ساعد وجود الوادي زبيد على وفرة المياه التي تعتبر من العوامل اللازمة لأي مجتمع سكاني قبل أن يقوم «ابن زياد» بتخطيط المدينة ذاتها بالقرب من جامع الأشاعرة في عام ((204 هجرية) - (819 ميلادية))، كما أن البعثة الكندية عثرت على مواقع أثرية متناثرة في أرجاء المدينة أهمها الموقع الأثري في الجهة الشمالية للمدينة يعرف بمنطقة القصر فيه بعض القطع الفخارية السوداء يعود تاريخها إلى ما قبل (القرن الثالث الهجري) أي قبل وصول «ابن زياد» وبعضها إلى العصر الحميري والبعض الأخر إلى العصر الحجري.
9-زبيد قبل اختطاطها:-
كانت قرى متفرقة منها المنامة والنقير – تقعان غربي المدينة وكانتا مدينتين عظيمتين وجيجر شرق المدينة وقيانوس وواسط بين الغرب والجنوب والقرتب بالجنوب الشرقي وجبل قونس بالشمال الشرقي وكانت زبيد غيظه أي هيجة كثيرة الأشجار يرعون بها الرعاة مواشيهم ويسقون دوابهم من بئر قديم عمر بجواره مسجد مرصوف بالحجارة سمى بالأشاعرة ولا تزال البئر موجودة إلى الآن كان ينزح منها الأشعريون...
10-زبيد بعد الإسلام:-
عندما سمع اليمنيون بالبعثة النبوية وأول من لبى الدعوة قبيلة الأشاعرة في العام الثامن للهجرة برئاسة أبى موسى الأشعري وأخويه أبو برده وأبو رهم وجماعة من القبيلة:-
فقال فيها الرسول صلى الله عليه وسلم:- (جاءكم أهل اليمن أرق أفئدة وألين قلوباً) (الإيمان يمانِ والحكمة يمانية) ثم بعثه الرسول مع معاد بن جبل لنشر الإسلام، فقدم أبو موسى الأشعري زبــــيـــد ورفيقه عن طريق البحر فنزلا ميناء البقعة المسماة حالياً بالغازة، فاستقر أبو موسى الأشعري بزبيد، واتجه معاذ بن جبل إلى الجند فنشر الدعوة بزبيد وبني مسجد الأشاعرة ومسجده المشهور باسمه بالحمى على بعد أربعه كيلومترات شرقي المدينة ثم عاد إلى المدينة المنورة حيث بعثه الرسول إلى مآرب وظل فقها القبيلة ينشرون تعاليم الإسلام بزبيد وما إليها إلى عام 203 هـ.

## أقسام المدينة
تنقسم المدينة إلى أربعة أرباع
1. الرَّبْع الأعلى: يحتل الجزء الشمالي الشرقي من المدينة، ويحده شرقاً قرية محوى قبس، وشمالاً سائلة مقبرة العرق، وغرباً شارع باب سهام، وجنوباً شارع باب الشبارق.
2. رَبْع الجامع: نسبة إلى الجامع الكبير، ويحتل الجزء الشمالي الغربي من المدينة، مقابل الربع الأعلى حيث يشكلان معاً النصف الشمالي من المدينة، يحده شرقاً شارع باب سهام وبيوت بني الأنباري، وشمالاً السور الشمالي للمدينة والمدرسة الفاتنية، وغرباً باب النخل والسور الشمالي الغربي، وجنوباً شارع باب النخل س.
3. رَبْع المجنبذ: يحتل الجزء الجنوبي الشرقي من المدينة، يحده شرقاً القلعة وميدانها والمدرسة الكمالية، وشمالاً شارع باب الشبارق، وغرباً شارع باب القرتب المعروف حالياً باسم شارع المدرسة الدعاسية والذي يتصل مع شارع باب سهام، وجنوباً جزء من سور المدينة وبيوت بني السُحَاري.
4. رَبْع الجزء: يحتل الجزء الجنوبي الغربي من المدينة يحده شرقاً شارع المدرسة الدعاسية، وشمالاً شارع الحديقة، وغرباً قرية السطور والتجمعات السكانية الحديثة، وجنوباً باب القرتب وبعض بيوت بني السحاري.

## تاريخ زبيد

### زبيد العاصمة
على أثر ثورة قامت بها قبيلتا الأشاعرة وعك ضد الوالي العباسي بصنعاء بعث الخليفة المأمون بن هارون الرشيد محمد عبد الله زياد وبرفقته زميله أحدهما من ذرية سليمان بن هشام بن عبد الملك وزيرا والثاني محمد بن عبد الله التغلبي قاضيا ومفتيا ومن ذرية التغلبي قضاة زبيد بني أبي عقامه وذلك في عام 203 هـ وذلك على إثر ثورة قامت لها قبيلتي الأشعر وعك ضد الوالي العباسي بصنعاء وفي عام 4 شعبان سنة 204 هـ اختط المدينة عسكريا وفي سنة 205 هـ اتخذت عاصمة وعمد إلى ترغيب الرعاة في الاستيطان بإعفائهم الزكاة لمدة سنة واتخذ زبيد عاصمة للدولة.

### الدولة الزيادية
تأسست الدولة الزيادية في سنة 204 هـ وظلت إلى سنة 412 هـ حيث انتهت بآخر ملك كان طفلا يدعى عبد الله بن أبي الجيش إسحاق بن زياد الذي كانت على بن الفضل لزبيد في عهده وظل ملكه ثمانون عاما فكانت وفاته في سنة 391 هـ فاستخلف وصيا على طفله وعمته هند مولى يدعى الرشيد الذي تولى تربيته ثم خلفه بعده مولاه الحسين بن سلامه النوبي الذي استعاد ملك آل زياد وبني مآثر في جميع أنحاء اليمن إلى أن توفي سنة 407 هـ وخلفه مولاه مرجان وكان لـه وصيفان أحدهما نفيس والثاني نجاح 000 فالأول كان وزيرا لمرجان والثاني عين أميرا لمدينة الكدراء بوادي سهام لميوله نحو الملك الطفل وعمته وبإزاحته كان إنهاء الدولة الزيادية بقتل الملك وعمته 00 فبلغ نجاح هذه المؤامرة فجنّد جيشا من وادي سهام وقاتل مرجان ونفيس حتى قتلهما واستعاد الحكم الزيادي فبعث للخلافة العباسية يخبرها بالقتل والنصر فخولته السلطة ولقبته بنصير الحق.

### الدولة النجاحية
ابتدأت الدولة النجاحية من سنة 412 هـ بمؤسسها نجاح الذي تمكن من بسط نفوذه على تهامة وكان على محمد الصليحي قد ظهر بدعوته في جبل مسار بحراز فدخل معه بحروب كثيرة ولما لم يتمكن الصليحي من النصر بعث إليه بجارية هدية فقتله بالسم سنة 458 هـ واستولى على زبيد 0 وفي سنة 465 هـ تعقب سعيد الأحوال وأخوه جياش (أبناء نجاح) علي محمد الصليحي إثر سفره لأداء الحج مع لفيف من جنوده وسلاطين اليمن الذين انتصر عليهم فقتلا الصليحي وأخاه عبد الله في المهجم بوادي سردود وكان المكرم احمد بن علي الصليحي نائبا لأبيه بصنعاء فبلغه قتل أبيه وعمه عبد الله وأسر سعيد الأحوال لأمه أسماء بنت شهاب فغزا زبيد لإنقاذها من الأسر وطلع صنعاء بعد فترة استعاد سعيد الأحوال وأخوه جياش زبيد وظل الصراع بين النجاحين والصليحين حتى استقر الأمر لجياش بعد قتل سعيد الأحوال في جبل الشعر ومن ثم هدأت الأمور للنجاحيين حيث أصبح الحكم لأولاد جياش وبالأخص لأولاد ابنه فاتك وظل الحكم باسم وزراء الملك فاتك الذين تولوا الوصاية على الملك المنصور فاتك عندما كان طفلا ولقوة نفوذهم ولقوة نفوذهم إلى سنة 555 هـ كانت نهاية الدولة النجاحيه على إثر ثورة قام بها علي بن مهدي الرعيني لأسباب سوء تصرف الوزراء على المواطنين.

### الدولة المهدية
كان علي بن المهدي عالما صوفيا من قرية العنابرة بنخل وادي زبيد ثار على أوضاع وزراء الدولة النجاحية ابتدأ في السنة 536 هـ حيث واصل نضاله مع أتباعه المهاجرين ولكنه توفي بعد انتصاره بشهرين ونصف مخلفه ابناه مهدي بن علي بن مهدي وعبد النبي علي بن مهدي فقاما بتوحيد اليمن وتم له النصر غير أن السلاطين تألبوا عليهما لما لمسوا منهما من قوه وعزم في توحيد اليمن ولما انتهجها من سياسة المشاع وبالتالي سياسة الخوارج وكان علي بن مهدي حنفي الفروع خارج الأصول متشددا في العقوبات 0 فكانت هذه السياسة الحافز لتألب السلاطين ضد الدولة المهدية بالإضافة إلى توحيد اليمن إن أثاروا أمير المخلاف السليماني الشريف غانم بن وهاس الذي قتل أخوه عبد النبي بن مهدي للاستنجاد بالخليفة العباسي الذي أحاله إلى صلاح الدين الأيوبي بمصر لطموحه السياسي وقوته العسكرية.

### الدولة الأيوبية
بعث صلاح الدين الأيوبي أخاه توران شاه إلى اليمن فوصل زبيد سنة 569 هـ وبعد معارك دامية انتصر على عبد النبي مهدي وأخيه وقتلهما ومن ثم غزا تعز وعدن وجبلة وصنعاء وعاد إلى زبيد ثم طلب من أخيه العودة إلى دمشق وأناب عنه من يقوم بالسلطة ثم وصلى أخوه طفشكين الأيوبي واستقر بتعز وكانت زبيد العاصمة الأولى وحاضرة اليمن ثقافيا وصناعيا وتجاريا وسياسيا إلى سنة 635 هـ انتهت بآخر ملك يدعى الملك المسعود الأيوبي.

### الدولة الرسولية
غادر الملك المسعود اليمن إلى الحجاز لأداء الحج سنة 635 هـ وأناب عنه عمر بن علي بن رسول وخوله السلطة إذا لم يعد وفعلا وافته المنية بالحجاز بعد الحج 0
فقام عمر بن علي بن رسول بالملك ولقب نفسه بالمنصور وبسط نفوذه على اليمن واتخذ تعز عاصمة لدولته وحذا حذو الدولة الأيوبية في المحافظة على زبيد علميا وسياسيا وصناعيا وازدهرت في عهد الدولة الرسولية فخلفه ملوك بني اليمن بالمساجد والمدارس والزراعة والصناعة من سنة 636 هـ إلى سنة 858 هـ انتهت الدولة الرسولية بعد أحداث سياسية على أيدي مشائخ رداع آل طاهر برئاسة المجاهد علي بن داود بن معوضة بن طاهر وأخوه الملك الظافر عامر بن داود بن طاهر.
18-الدولة الطاهرية:-
بعد أن دخلت الدولة الرسوليه في أحداث سياسية في مرحلتها الأخير استغل هذه الأحداث مشايخ رداع برئاسة علي بن معوضه بن طاهر وأخوه عامر واستوليا على اليمن واتخذ المقرانه من رداع عاصمة 0
واهتمت بزبيد اهتماما بالغا إلى سنة 933 هـ انتهت من جراء الغزو الجر كسي المصري.
19-الدولة المماليك:-
على إثر الكشوفات البحرية البرتغالية عبر المحيط الأطلنطي وراس الرجاء الصالح قام قانصوه الغوري بإرسال جيوشه للمرابطة بالبحر الأحمر حفاظا على المصالح التجارية والأماكن المقدسة فكان مناهم مكاسبهم الاستيلاء على اليمن أن قضوا على الدولة الطاهرية بزبيد واتخاذها عاصمة لولايتهم.
20-الأتراك:-
بعد أن قام قانصوه الغوري بمطاردة البرتغاليين رأت الدولة العثمانية من حقها الدفاع عن المصالح التجارية والأماكن المقدسة فاحتلت مصر ومن ثم أرسلت جيوشها إلى اليمن فاحتلت زبيد سنة 945 هـ إلى سنة 1045 هـ كان جلاؤهم من اليمن كان جلاؤهم من اليمن واستولى الإمام محمد بن إسماعيل بن القاسم واتخذ صنعاء عاصمة لليمن وظلت زبيد لواء إلى أن عاد الأتراك مره ثانية سنة 1246 هـ واتخذوا صنعاء عاصمة والحديدة لواء حيث ظهرت كميناء تجاري لليمن حتى كان جلاؤهم سنة 1336 هـ - 1918 م دخل اليمن في الحكم الإمام المتوكل على الله يحي بن محمد حميد الدين أصيبت زبيد ما أصاب به اليمن من تخلف وفقر وتشرد انهيار إداري وتعثرت صناعيا وتجاريا وعلميا وإداريا رغم شهرتها التاريخية وطابعها الحضاري وطموحاتها في إعادة مركزها العلمي والصناعي والزراعي والإداري.

## مظاهر الحضارة في زبيد

### جامعة الأشاعر
امتازت زبيد العصر الإسلامي بالطابع الحضاري الإسلامي في شتى عصورها بالعلم ابتدا بأبي موسى الأشعري إلى عام 204 هـ بدأت في النمو عندما قام محمد بن زياد وبرفقته محمد بن هارون التغلبي الذي تولى القضاء والإفتاء فأنجب ذرية حذو حذوه في بناء الفكر الإسلامي، عرفوا لقبا ببني عقامه منهم العلامة الحسن بن محمد عقامه وأبو الفتوح علي بن محمد بن علي بن أبي عقامه التغلبي 0
وتعتبر المدرسة العاصميه في العهد النجاحي إحدى مدارس جامعة الأشاعرة كان من مدرسيها محمد بن عبد الله بن أبي عقامه الحفائلي ومحمد عبد الله الآبار ونصر الله الحضرمي ومن خريجيها عمارا بن زهيدان الحكمي اليمني 0
ومن ثم ازدهر الفكر الإسلامي في المذاهب الأربعة ومن اشتهر العلماء منهم عمر بن عاصم ومحمد بن دحمان الذين اشتهرت بهم المدرسة الدحمانية والعاصمية في العهد الأيوبي والعلامة ابن حنكاش في المدرسة المنصورية والعلامة أبو الحسنين عبد الله بن مبارك الزبيدي مؤلف تجريد صحيح البخاري الذي قال فبه العلامة المصري محمد بن محمد الجزري حين وصل زبيد سنة 728 هـ
رغم عدد مساجدها الكثيرة، التي تقترب من 200، وفق بعض الإحصاءات المحلية، وجُلها يعود لعصور قديمة؛ فإن جامعي زبيد الكبير والأشاعرة يحظيان بشهرة واسعة في المدينة، التي ينسب إليها الصحابي الجليل أبو موسى الأشعري، بعدما قدم ضمن وفد الأشاعرة إلى النبي صلى الله عليه وآله وسلم في صدر الإسلام. وقال عنهم حينها الرسول الكريم عليه الصلاة والسلام "أتاكم أهل اليمن، أرق أفئدة وألين قلوبًا، الإيمان يمان والحكمة يمانية"، وفق مصادر عديدة. وذلك قبل أن ينسب إلى أبي موسى الأشعري لاحقا تأسيس هذا الجامع في السنة الثامنة للهجرة، ليكون ثالث مسجد في اليمن بعد الجامع الكبير في صنعاء وجامع الجند بتعز، ليظل أحد الشواهد والمعالم البارزة التي تكتسب مكانة دينية وتاريخية في نفوس اليمنيين، وأبناء تهامة وزبيد خاصة.ورافقت ذلك أعمال ترميم على فترات متلاحقة، سواء في عهد دولة سلاطين بني رسول أو الدولة الطاهرية وغيرها، وشمل ذلك توسعة للجامع الذي يضم حاليا ملاحق عدة، من أهمها مدرسة الأشاعرة في الجهة الغربية، إلى جانب مكتبتين تضمان نوادر المخطوطات ومقصورة للنساء.

### الزراعة
اشتهرت زبيد بواديها الخصيب بالزراعة أن اهتم الفلاح الزبيدي بالزراعة بخبرته وتجاربه في الزراعة في مواسمها البيضاء والحمراء والدخن والسمسم والحور والرومي المسمى الهند والقطن والفاكهة كالموز والعنب والعمبا والرمان والليمون والتين... والخضر كالباميا والطماط والحبحب (المسمى دبا) والزهور كالورد والياسمين والفل والكاذي والنرجس والاهتمام النخيل وموسمه المسمى (سبوت النخيل)، حين ثمره تصل إليه الوفود الشعبية والرسمية للاصطياف والتجارة في مناطق النخيل وشجعته الدولة الرسولية... ومصيف آخر في الوادي يسمى مصيف العصيد بالوادي بالشتاء بزراعة الذرة البيضاء (القيرع).

### المواني
شهدت زبيد حركة تجارية إذ كان لها ميناءين طبيعيين كانا مصدراً كبيراً للتطور التجاري الأول: ميناء غليفقة، والثاني: ميناء الفازة إلى جانب ميناء المخاء والخوخة.. وغير أن ميناء الفازة اهتمت به الدولة الرسولية وخاصة الملك الناصر أحمد الرسولي الذي استقبل الخبراء الصينين سنة 833 هـ وفي الفازة لتحسينه وظل مصدراً لمنتجات زبيد المصدرة البضائع المستوردة إلى عهد قريب.
6 ويعتبر ميناء الفازة طبيعياً وجميلاً صالحاً للاصطياف حيث كان ينزل فيه ملوك الدولة الرسولية للاستجمام فيه. وبجواره عين ماء حلو يغتسل فيه المستحم بعد أن يستحم في البحر لكي يزيل عنه ملوحة البحر... ويمتاز بالتربة الصالحة للزراعة... وساحله المضيف.
رابعا:- التراث العمراني (ا) المدارس الإسلامية:
يوجد في مدينة زبيد حوالي (85 مدرسةً) علمية إسلامية كانت تضم كافة المدارس الفكرية والدينية التي تمثل المذاهب الإسلامية المختلفة وتعتبر مدينة زبيد من أشهر المراكز الفكرية العالمية ليس في اليمن فحسب بل على مستوى العالم الإسلامي ولا تزال بعض تلك المدارس موجودة بمسمياتها الحقيقة، ولا تزال المكتبات الخاصة بزبيد تضم دوراً من المخطوطات النادرة وأمهات الكتب في مختلف العلوم، وعبر تاريخها الطويل أبرزت فطاحل العلماء أمثال شيخ الإسلام «إسماعيل بن أبي بكر المقري» الذي كان مفخرة عصره بعلمه وحجم مؤلفاته الشهيرة واهتمامات الجامعات الأوروبية بمؤلفات علماء زبيد في الطب والزراعة والرياضة والتي تنتسب كلمة جبر المعروفة إلى عالم من زبيد، فارتبطت زبيد بالمدارس الدينية والفكرية والعلمية وبرزت مجموعة من مشاهير علماء الدين والتفسير والحديث واللغة وأصبح لها قيمتها التاريخية كمزارات لهولاء الأئمة الأوائل ومن مزاراتها قبر الزبيدي أحد رواة الحديث المشهورين والفيروزبادي صاحب المحيط وأحد فقهاء اللغة العربية وآخرون غيرهم كثيرون ومن هنا اكتسبت أهميتها، ومن الأربطة التي ما زالت موجودة في المدينة ـ الرباط: يطلق على الأبنية التي يسكن فيها الطلاب وترتبط بالمساجد التي يتلقون فيها الدروس عن العلماء ـ، رباط يحيى بن عمر الأهدل، ورباط الجامع الكبير، ورباط الأشاعرة، ورباط البطاح، ورباط علي يوسف، ورباط المهادلة، ورباط الفرحانية، ورباط الخوازم، ورباط الدارة، ورباط الغصينية، ورباط ومسجد الوهابية، وهذه الأربطة وأمثالها من المقاصير التابعة بالمساجد كانت مشاعل للفكر الإسلامي، وهناك حقيقة تاريخية عن المدارس في زبيد فقد بلغت في عهد الملك الأشرف الثاني الرسولي سنة 791 هـ مائتين وستة وثلاثين مدرسة ومسجد. وأهم المساجد: جامع الأشاعر أسسه أبو موسى الأشعري والجامع الكبير. (ب) السور والأبواب:-
أول من سور المدينة زبيد الحسين بن سلامه في القرن الرابع الهجري فالأمير سرور الفاتكي في منتصف القرن السادس الهجري على إثر غارات علي بن مهدي وحفرت الخنادق وفي سنة 589 هـ جدد عمارته الخليفة طغتكين بن أيوب وفي سنة 791 هـ جدد عمارته بناء السور الملك الأشرف إسماعيل الرسولي وحفر الخنادق وفي سنة 1222 هـ جدد عمارته حمود بن محمد الخيراتي.
ولمدينة زبيد اربعه أبواب:-
الباب الشرقي ويسمى باب الشباريق نسبة إلى قيرة الشباريق الواقعة شرق المدينة
الباب الجنوبي ويسمى باب القرتب نسبة إلى قرية القرتب بوادي زبيد
الباب الغربي ويسمى بابا النخل نسبة إلى حدائق النخيل وكان يسمى باب غليفقه
الباب الشمالي ويسمى بابا سهام نسبة إلى وادي سهام.... وكان يخرج منه الملك نجاح إلى مدينة الكدراء التي تقع بوادي سهام الذي يبعد عن زبيد بثمانين كيلو متر والذي يسقي كيلو 16 بالقرب من الحديدة 0

### الدار الناصري الكبير
يعتبر هذا الدار من أهم المآثر في زبيد حيث كان بساحته قصور الزياديين والنجاحيين وقصر الأعز الصليحي وفي سنة 822 هـ عمر الملك الناصر أحمد الرسولي الدار الكبير الذي عرف بإسمه وهو ما يشمل باب النصر والسجن وثكناته العسكرية والباب وبداخله بستان القصر حيث امتد إليه عين ماء جاريه عمرت الأجور الجص فأُهملت وتخربت العين عندما نضب الماء ويشمل القصر الآن الحكومة الحالي كما أنه كان يوجد عدة بساتين مثل بستان الراحة وبستان برقوق وعدة قصور مثل قصر السلاح وقصر الملكة علم أم الملك المنصور النجاحي بقرية المزيفريه 0 (د) قصر شحار:-
يقول ابن المجاور (ص78) في كتابة تاريخ المستفيد: بني شحار بن جعفر مولى محمد بن عبد الله بن زياد دارا في زبيد ذات طول وعرض بالآجر والجبس بناءً وثيقاً على مقاطع الطريق وكان من تولى زبيد سكنها وكان له باب عالي بالمرة ينظرون منه في الطريق على فرسخين وحفر حوله خندق عريض وبقي هذا الباب على حاله إلى أن هدمه المسعود بن يوسف بن أبي بكر الأيوبي سنة 618 هـ ويقال إنما سعى في هدمه إلا الأمير أيبك الزيزي... فلما هدمه أخذ آجره وبني به داراً وكل ما بني من آجره انقطع ذلك البناء من الأساس أي هدم وقد بقي إلى الآن آثار ذلك الباب والدرجة شبه الجبل العالي. ثم عرف هذا الدار نجاح وساحته الآن شمال أراضي العرق شرق مقبرة بني عقامة ويعتبر الفاصل بين حدود قبيلة السلامة وقبيلة القراشية وهناك عدة آثار منها مسجد الفازة... على ساحل البحر ومسجد معاذ بن جبل برأس وادي زبيد ومسجد أويس القرني. أو عويساً الهتاري بقرية الحمى وبجواره عدة مساجد وكان بجواره كنيسة قبل الإسلام هدمت في سنة 1358 هـ. وعمر بأجوارها مدرسة الفوز الابتدائية بالمدينة ومن المآثر أبار الملك الطاهر يحي بن إسماعيل الرسولي قرب جبل الداشر وعدة قصور وجبل قونس به آثار من قبل الإسلام ويوجد آثار قصور للدولة الرسولية بنخل وادي زبيد تسمى بالعذيب وقصور شمال المدينة وتسمى ساحتها إلى الآن بالقصر وآثار في قرية النويدرة وكل تحتاج إلى تنقيب ومحافظة.

## معرض صور

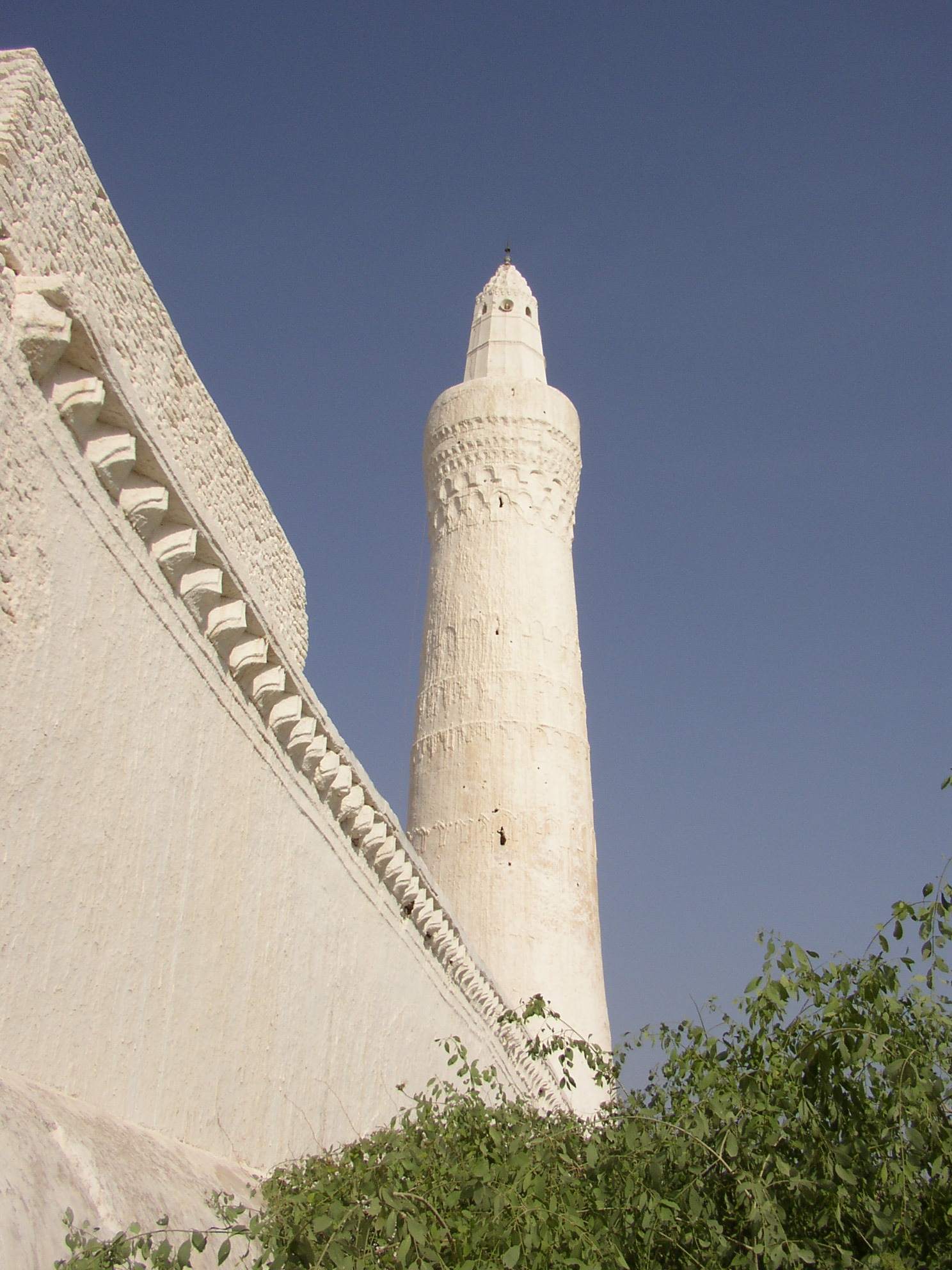
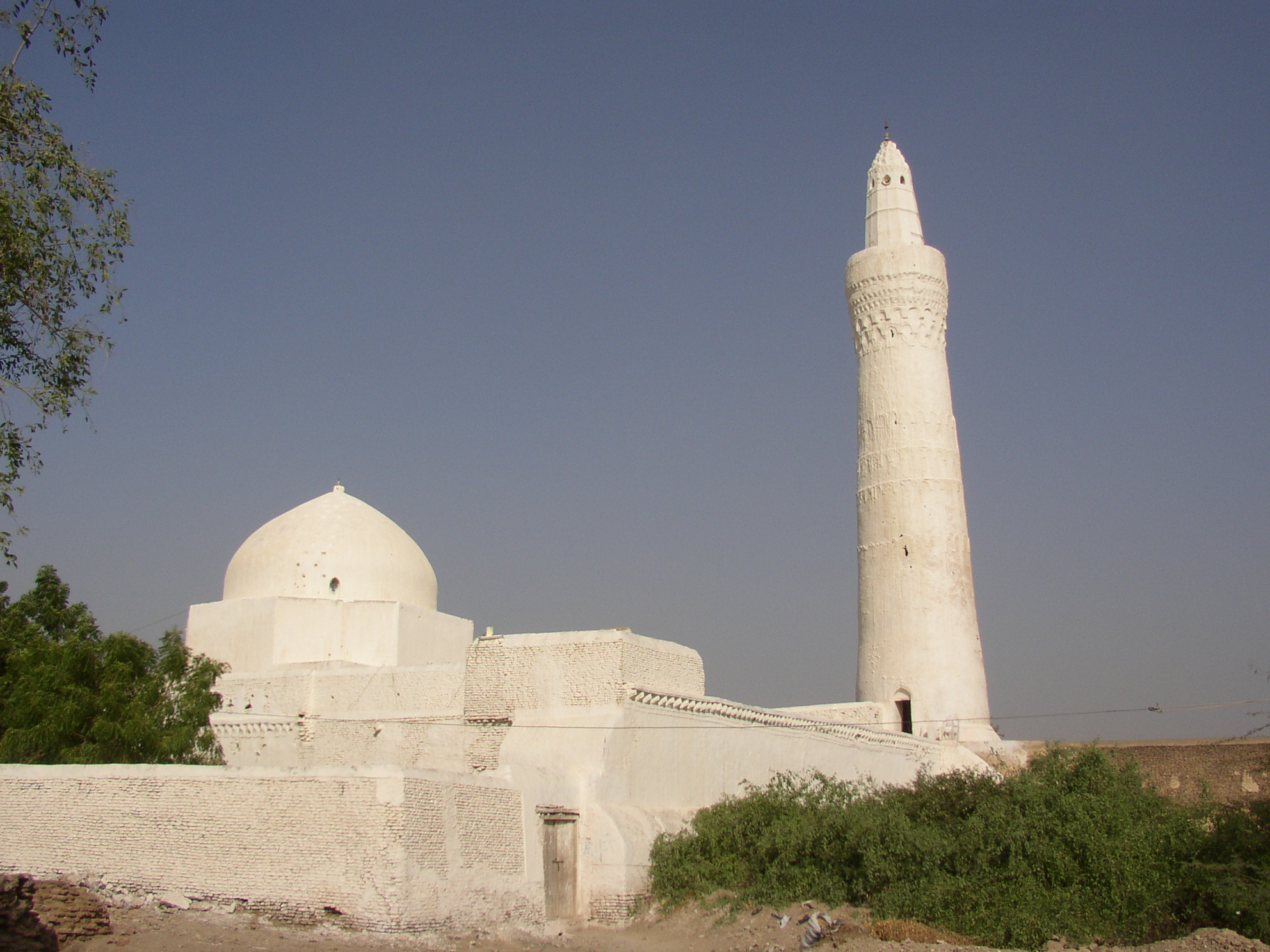
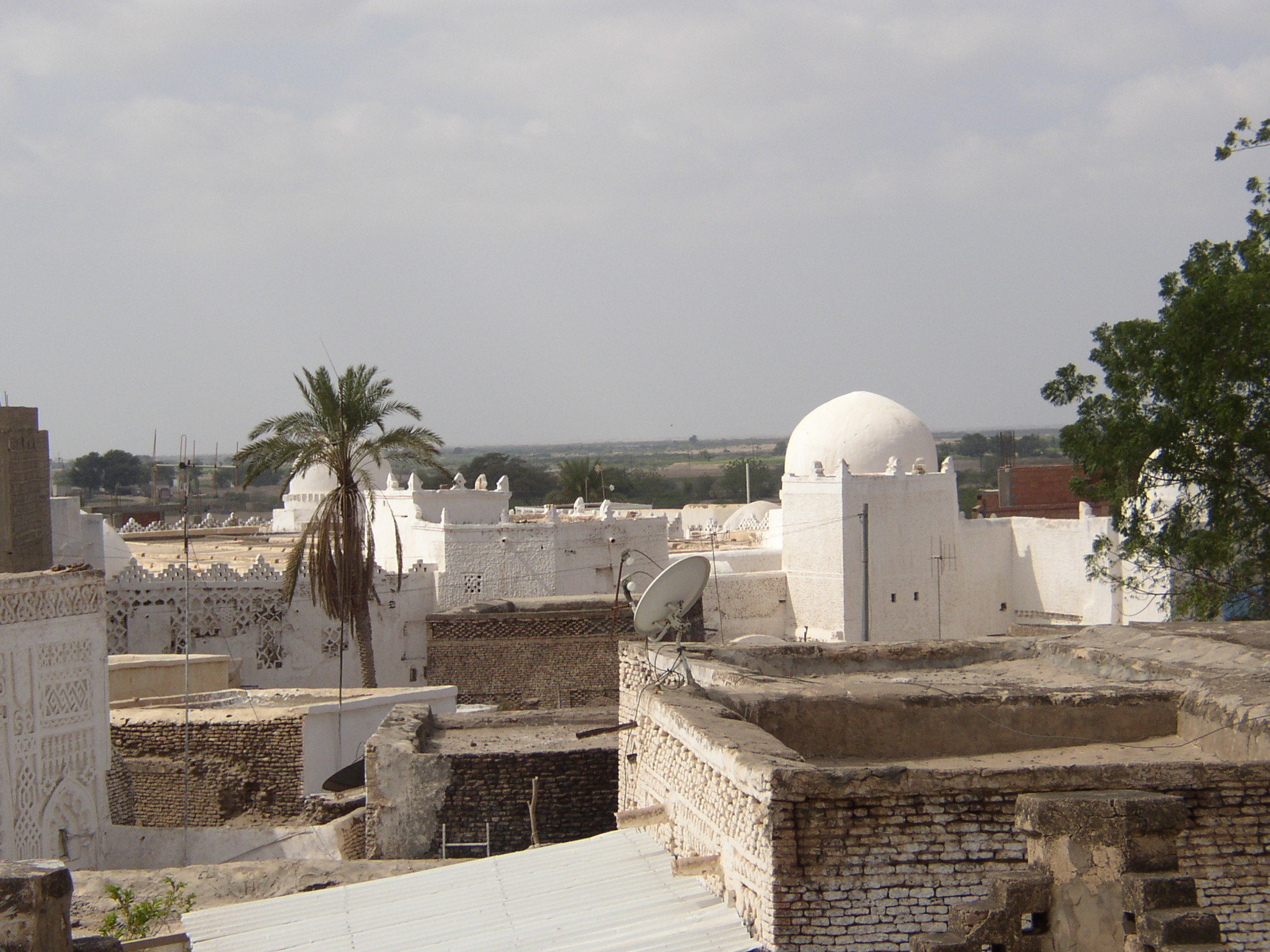
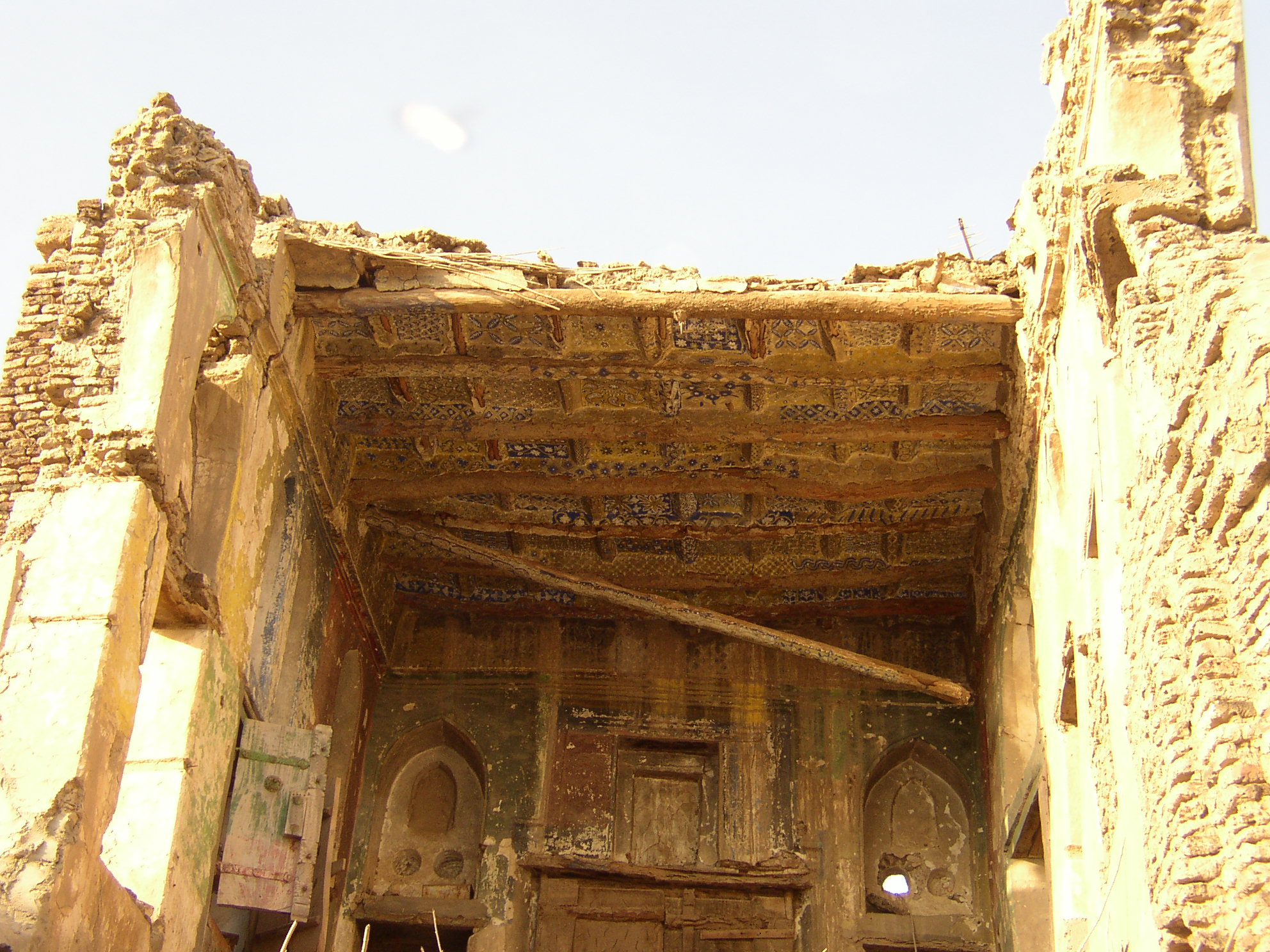
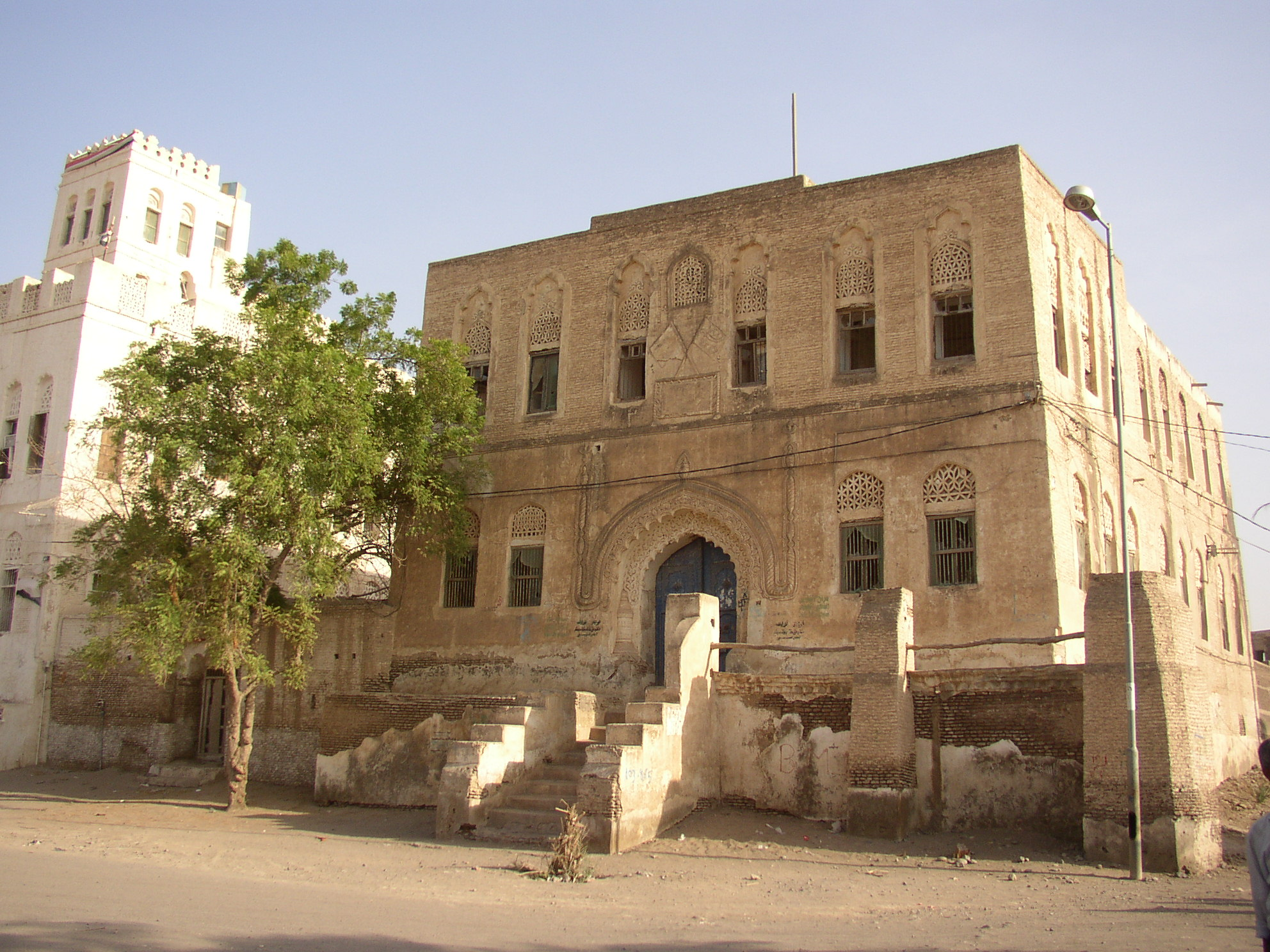
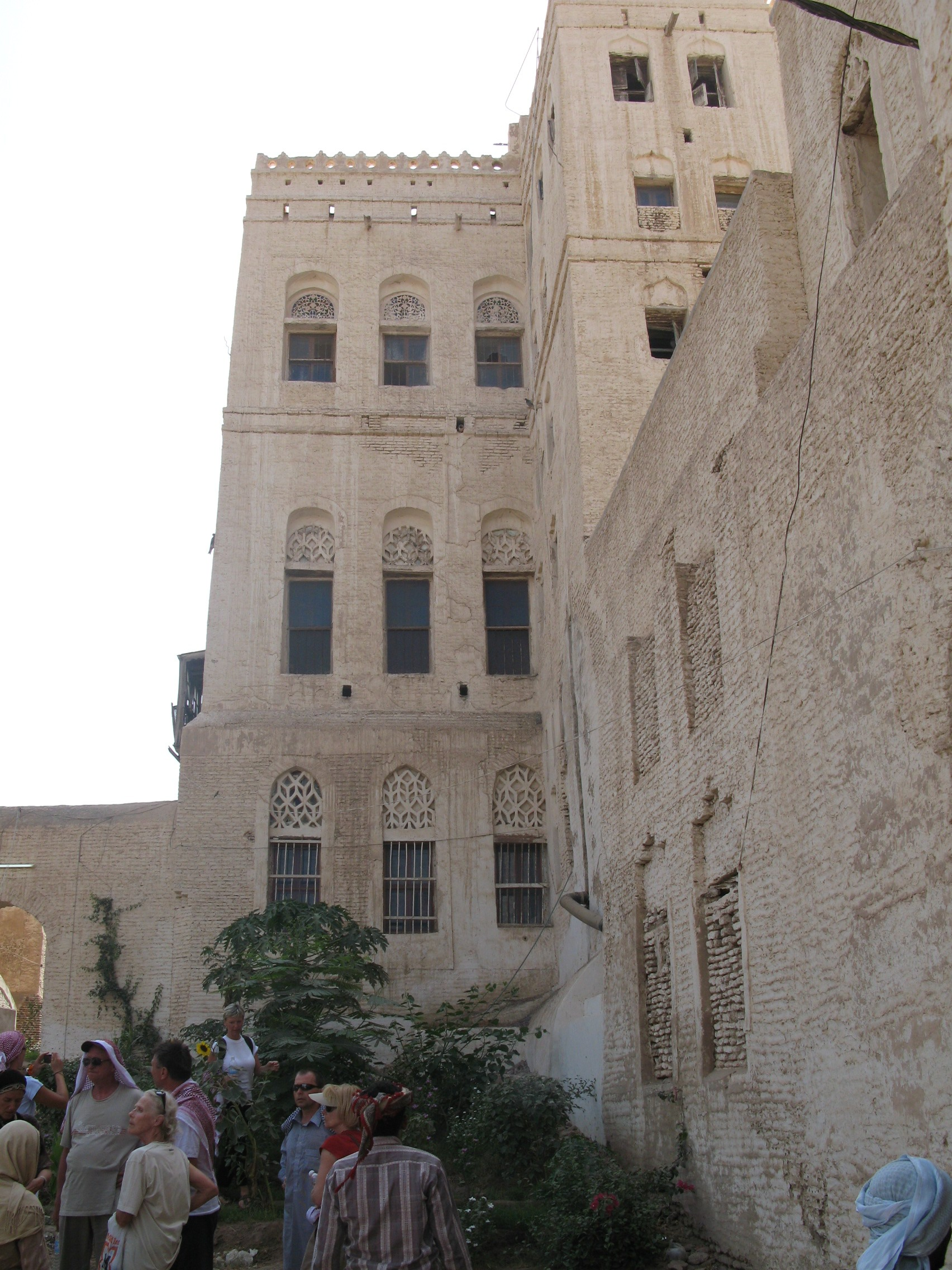
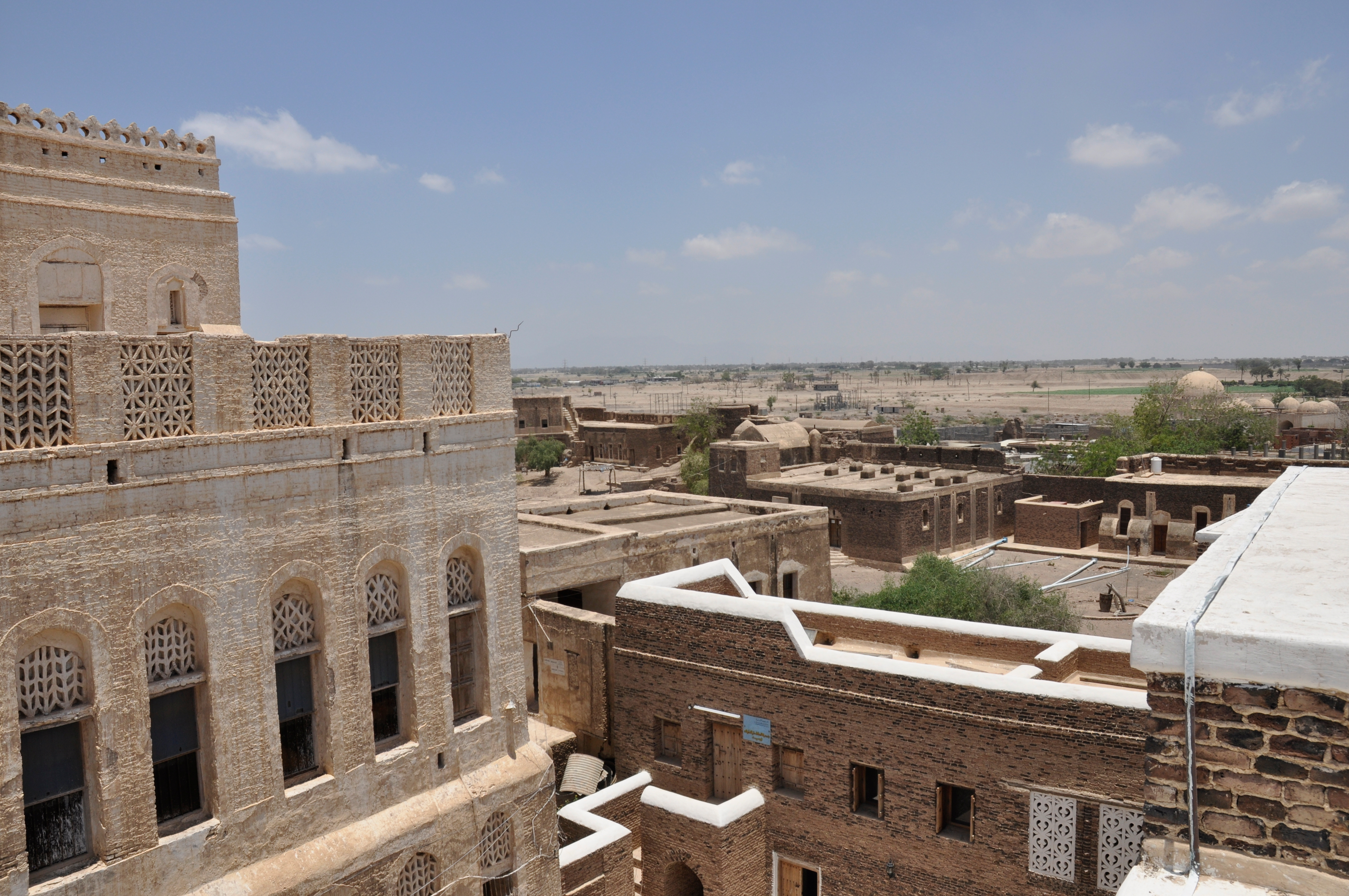
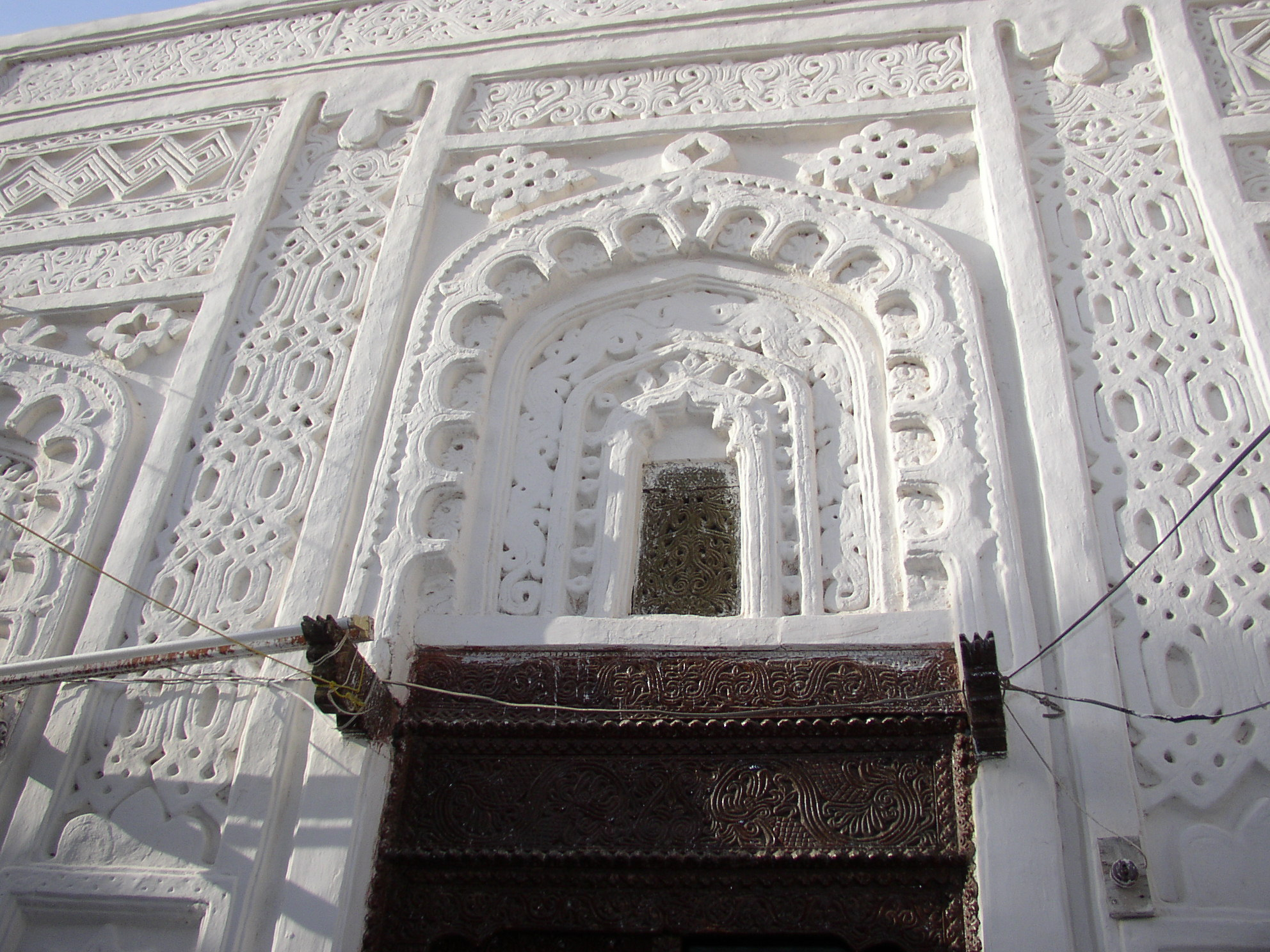
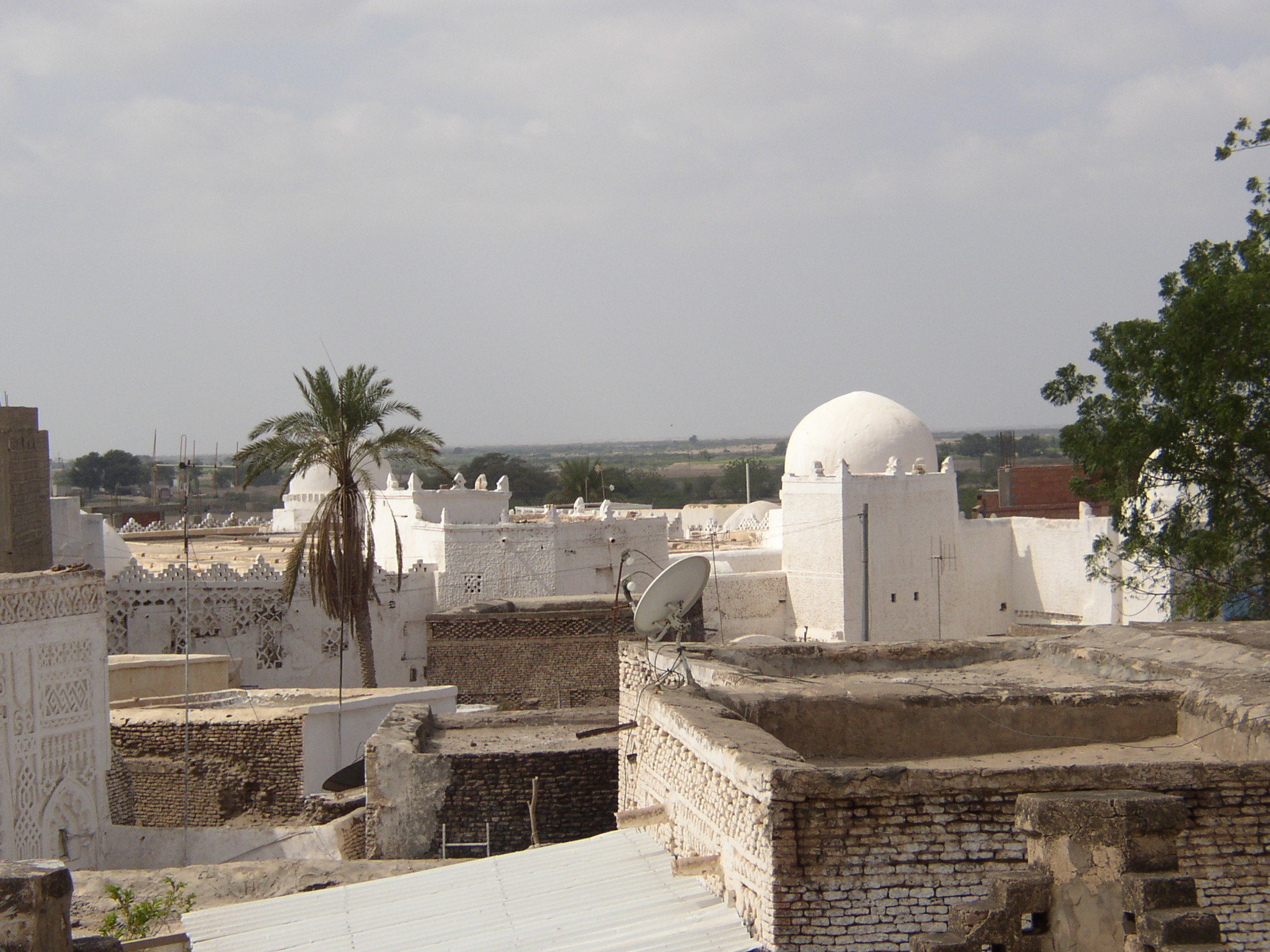
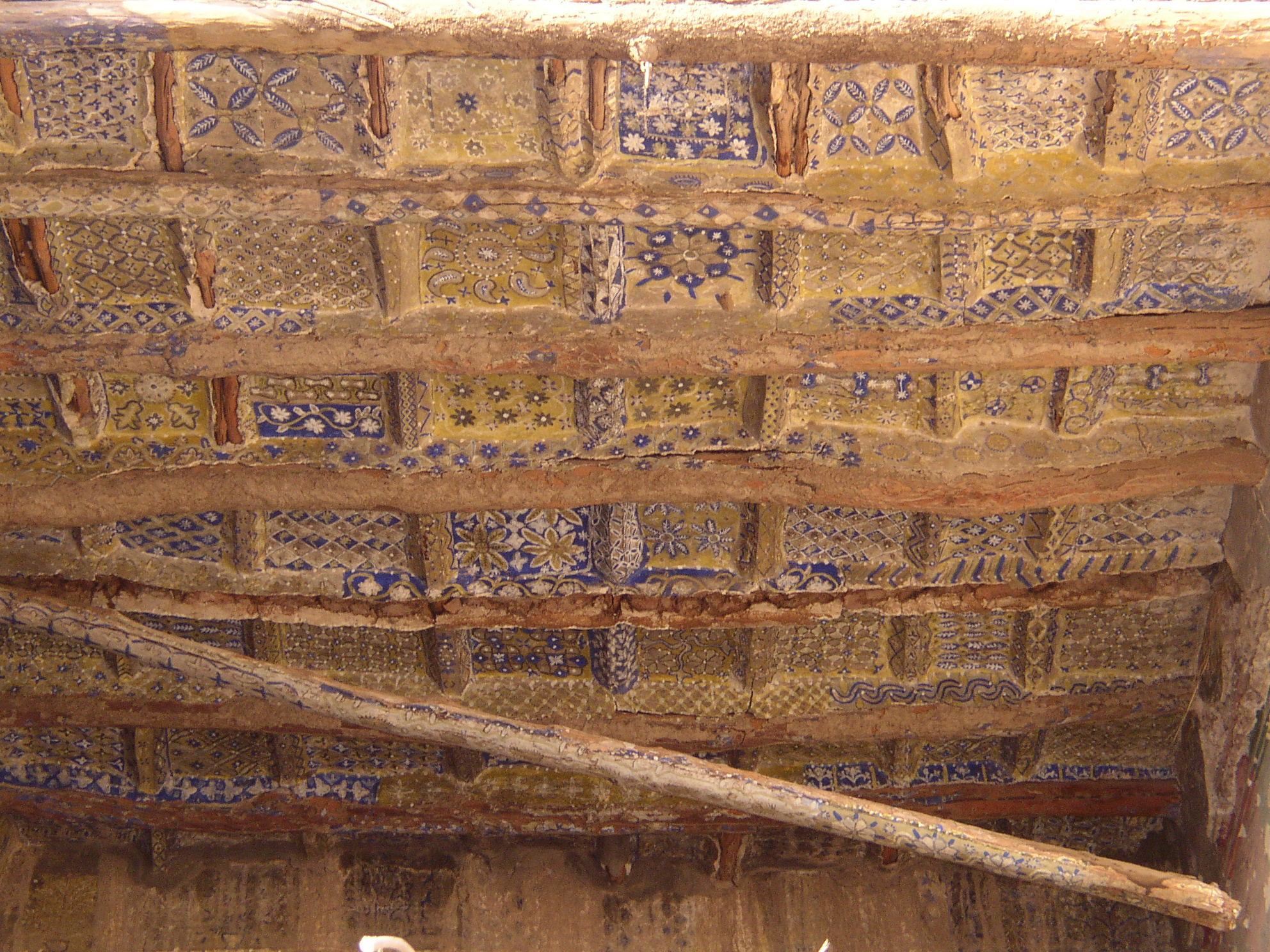
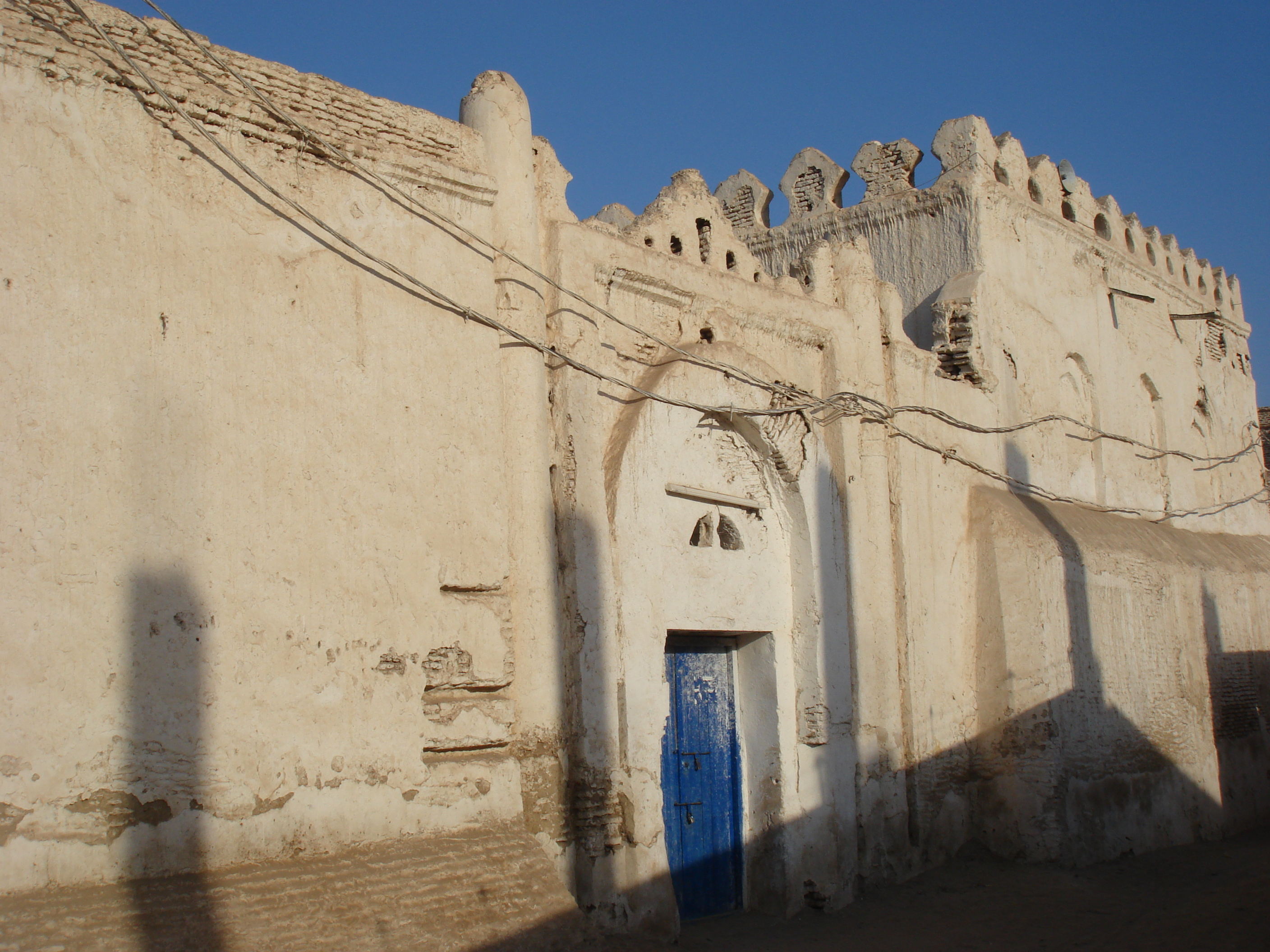
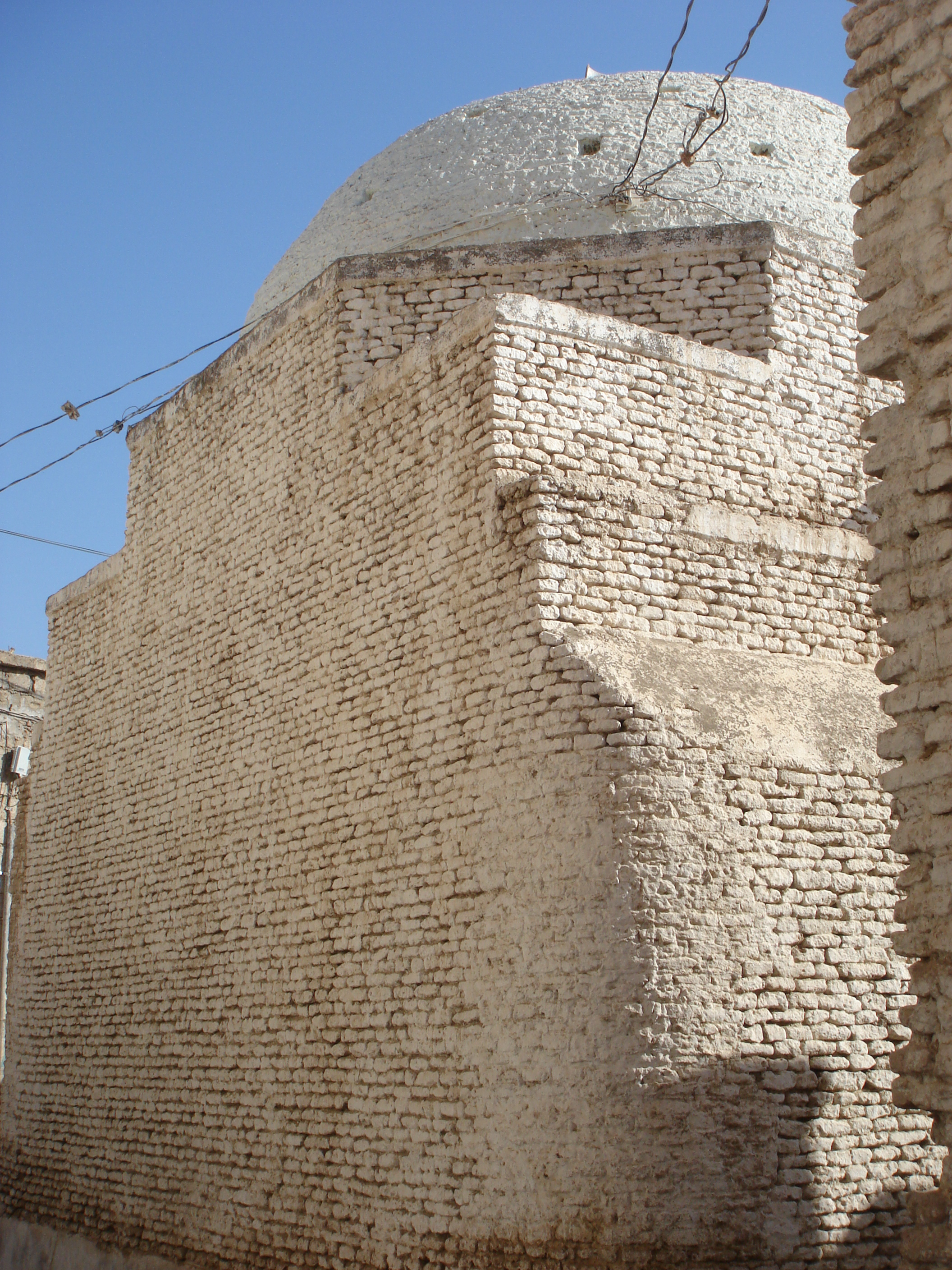

- 1=حاضرة زبيد التاريخية
- 1=حاضرة زبيد التاريخية
- 1=حاضرة زبيد التاريخية
- 1=حاضرة زبيد التاريخية
- 1=حاضرة زبيد التاريخية

## روابط خارجية
- مدينة زبيد الاثرية في عيون التاريخ
- إشهار كتاب مخططات الحفاظ على مدينة زبيد التاريخية
- مدونة القلم اليمني-مدينة زبيد